# لوسيديل
لوسيديل (مسيسيبي) (بالإنجليزية: Lucedale, Mississippi)‏ هي مدينة تقع في الولايات المتحدة في مقاطعة جورج. يقدر عدد سكانها بـ 2,458 نسمة ومساحتها 9.9 كم2 وترتفع عن سطح البحر 90 متر.

## التركيبة السكانية
حدّد مكتب تعداد الولايات المتحدة بيانات التركيبة السكانية للوسيديل في تعداد الولايات المتحدة. في ما يلي، التركيبة السكانية حسب تعدادي 2000 و2010.

### تعداد عام 2000
بلغ عدد سكان لوسيديل 2,458 نسمة بحسب تعداد عام 2000، وبلغ عدد الأسر 916 أسرة وعدد العائلات 628 عائلة مقيمة في المدينة. في حين سجلت الكثافة السكانية 148.5 نسمة لكل كيلومتر مربع (384.6/ميل2). وبلغ عدد الوحدات السكنية 1,052 وحدة بمتوسط كثافة قدره 63.6 لكل كيلومتر مربع (164.7/ميل2).
وتوزع التركيب العرقي للمدينة بنسبة 69.45% من البيض و29.21% من الأمريكيين الأفارقة و0.20% من الأمريكيين الأصليين و0.73% من الأمريكيين ذوي الأصول الآسيوية و0.12% من الأعراق الأخرى و0.28% من عرقين مختلطين أو أكثر و0.37% من الهسبانيون أو اللاتينيون من أي عرق.
بلغ عدد الأسر 916 أسرة كانت نسبة 37% منها لديها أطفال تحت سن الثامنة عشر تعيش معهم، وبلغت نسبة الأزواج القاطنين مع بعضهم البعض 45% من أصل المجموع الكلي للأسر، ونسبة 20.6% من الأسر كان لديها معيلات من الإناث دون وجود شريك، بينما كانت نسبة 2.9% من الأسر لديها معيلون من الذكور دون وجود شريكة وكانت نسبة 31.4% من غير العائلات. تألفت نسبة 29.4% من أصل جميع الأسر من عدة أفراد يعيشون في نفس المنزل ونسبة 14.4% كانت تتألف من شخص يعيش بمفرده يبلغ من العمر 65 عاماً أو أكثر. وبلغ متوسط حجم الأسرة المعيشية 2.44، أما متوسط حجم العائلات فبلغ 3.01.
بلغ العمر الوسطي للسكان 36.0 عاماً. وكانت نسبة 25.2% من القاطنين تحت سن الثامنة عشر، وكانت نسبة 8.5% بين الثامنة عشر والرابعة والعشرين عاماً، ونسبة 22.3% كانت واقعةً في الفئة العمرية ما بين الخامسة والعشرين والرابعة والأربعين عاماً، ونسبة 19.6% كانت ما بين الخامسة والأربعين والرابعة والستين، ونسبة 15.4% كانت ضمن فئة الخامسة والستين عاماً فما فوق. يوجد لكل 100 أنثى 86.1 ذكر، ويوجد لكل 100 أنثى في الثامنة عشر من عمرها فما فوق 81.1 ذكر.
بلغ متوسط دخل الأسرة في المدينة 22,604 دولارًا، أما متوسط دخل العائلة فبلغ 29,338 دولارًا. وكان متوسط دخل الذكور 27,386 دولارًا مقابل 18,313 دولارًا للإناث. وسجل دخل الفرد الخاص بالمدينة 12,151 دولارًا. وكانت نسبة 23.9% من العائلات ونسبة 26.1% من السكان تحت خط الفقر، وكان من هؤلاء نسبة 40.3% تحت سن الثامنة عشر ونسبة 19.1% في الخامسة والستين من العمر وما فوق.

### تعداد عام 2010
بلغ عدد سكان لوسيديل 2,923 نسمة بحسب تعداد عام 2010، وبلغ عدد الأسر 945 أسرة وعدد العائلات 628 عائلة مقيمة في المدينة. في حين سجلت الكثافة السكانية 176.6 نسمة لكل كيلومتر مربع (457.4/ميل2). وبلغ عدد الوحدات السكنية 1,130 وحدة بمتوسط كثافة قدره 68.3 لكل كيلومتر مربع (176.9/ميل2).
وتوزع التركيب العرقي للمدينة بنسبة 68.66% من البيض و29.63% من الأمريكيين الأفارقة و0.10% من الأمريكيين الأصليين و0.55% من الأمريكيين ذوي الأصول الآسيوية و0.58% من الأعراق الأخرى و0.48% من عرقين مختلطين أو أكثر و1.74% من الهسبانيون أو اللاتينيون من أي عرق.
بلغ عدد الأسر 945 أسرة كانت نسبة 34% منها لديها أطفال تحت سن الثامنة عشر تعيش معهم، وبلغت نسبة الأزواج القاطنين مع بعضهم البعض 44% من أصل المجموع الكلي للأسر، ونسبة 18.7% من الأسر كان لديها معيلات من الإناث دون وجود شريك، بينما كانت نسبة 3.7% من الأسر لديها معيلون من الذكور دون وجود شريكة وكانت نسبة 33.5% من غير العائلات. تألفت نسبة 30.3% من أصل جميع الأسر من عدة أفراد يعيشون في نفس المنزل ونسبة 14.6% كانت تتألف من شخص يعيش بمفرده يبلغ من العمر 65 عاماً أو أكثر. وبلغ متوسط حجم الأسرة المعيشية 2.53، أما متوسط حجم العائلات فبلغ 3.18.
بلغ العمر الوسطي للسكان 37.2 عاماً. وكانت نسبة 22.4% من القاطنين تحت سن الثامنة عشر، وكانت نسبة 9.4% بين الثامنة عشر والرابعة والعشرين عاماً، ونسبة 29.5% كانت واقعةً في الفئة العمرية ما بين الخامسة والعشرين والرابعة والأربعين عاماً، ونسبة 22.5% كانت ما بين الخامسة والأربعين والرابعة والستين، ونسبة 16.2% كانت ضمن فئة الخامسة والستين عاماً فما فوق. وتوزع التركيب الجنسي للسكان بنسبة 53.6% ذكور و46.4% إناث.

## أعلام
- روثي بولتون
- كارولين هينز
- دي ماكان